# Corujo
Corujo (también llamada San Salvador de Corujo, en gallego y oficialmente Coruxo) es una parroquia del municipio de Vigo, en la provincia de Pontevedra, Galicia, España.
Según el nomenclátor de 2010 contaba con una población de 5.308 habitantes repartidos en 40 núcleos de población y algo más de novecientas hectáreas de superficie.

## Equipamientos
Dispone de un Centro Recreativo Artístico y Cultural, de una asociación de vecinos y de un pabellón polideportivo. Además, cuenta con una junta de montes en mancomunidad que administra una superficie de 231 hectáreas.